# Edwin Thompson Jaynes
Edwin Thompson Jaynes (Waterloo, 5 luglio 1922 – Saint Louis, 20 aprile 1998) è stato un fisico e statistico statunitense. Fu professore di fisica presso la Università Washington a Saint Louis. Si occupò di meccanica statistica e dell'interpretazione bayesiana della teoria della probabilità, da lui considerata un'estensione della logica aristotelica.
Nel 1963 lavorò con Fred Cummings al modello di Jaynes-Cummings per l'evoluzione di un atomo a due livelli in un campo elettromagnetico.